# Palermo Volley
Il Palermo Volley è stata una società pallavolistica maschile italiana con sede a Palermo.

## Storia
Il Palermo Volley è stato fondato nel 1998 e diretto dal presidente Daniele Cuoghi: la società acquista il titolo sportivo dalla 4 Torri Ferrara, la quale a suo volta si era fusa con la Zinella Bologna e ne aveva acquistato il titolo: dal club ferrarese ha ottenuto la partecipazione non solo al campionato di Serie A1, ma anche a una competizione europea, ossia alla Coppa CEV, visti i risultati raggiunti dagli estensi nell'annata 1997-98.
Nella stagione 1998-99 la squadra siciliana riesce a raggiungere le semifinali dei play-off scudetto, che sarà poi il migliore risultato della sua storia in campionato, e vince il suo primo trofeo, la Coppa CEV, battendo in finale i belgi del Roeselare. Dopo un'annata mantenuta sugli stessi livelli di quella precedente, con la partecipazione alla Supercoppa europea, con l'uscita in semifinale, nella stagione 2000-01 la squadra non riesce ad andare oltre il tredicesimo posto in classifica, retrocedendo in Serie A2: tuttavia la società decide di non continuare l'attività agonistica sicché scompare dal panorama pallavolistico.

## Palmarès
- Coppa CEV: 1

1998-99